# Ротшильд, Филипп де
Филипп де Ротшильд (фр. Philippe de Rothschild; 13.04.1902, Танжер, Марокко — 20.01.1988, Париж, Франция) — винодел, автогонщик, поэт, сценарист, продюсер. Член банковской династии Ротшильдов. Первый человек в истории французского виноделия, которому удалось внести корректировку в официальную классификацию вин Бордо 1855 года.

## Биография

### Виноделие
Барон Филипп де Ротшильд окончил Парижский Университет. В 1918 году отец ради безопасности отправил его жить в Шато Мутон-Ротшильд. Семья владела поместьем с 1853 года. В отличие от других её членов, Филиппу не было интересно банковское дело. Он убедил своего отца разрешить ему заниматься виноделием в 1922 году. Когда Филипп взял в руки бразды правления, поместье находилось в упадке — в нём не было электричества и телефонной связи, строения находились в плачевном состоянии. В 1924 Филипп совершил первый серьёзный шаг на новом месте — до него процессом создания и продажи напитка занимались негоцианты. Он взял контроль над процессом полностью в свои руки. Спустя два года Ротшильд вызвал художника, который нарисовал этикетку для бутылки — с тех пора ежегодная смена дизайна этикетки стала традицией бренда. В 1932 году Филипп создал «второе» вино поместья — Mouton-Cadet. В 1933 году барон присоединил соседнее поместье, которое производило вино Mouton d’Armailhacq — с тех пор оно стало называться Шато Мутон-Барон Филипп (фр. Château Mouton-Baron Philippe). В 1947 году умер отец Филиппа, и ему досталась треть поместья. В следующем году он выкупил у своей сестры и брата другие части шато. Кроме перечисленных поместий ему принадлежало третье поместье — Клерк Милон.
Важной вехой в биографии Филиппа было продвижение вина в первую категорию официальной классификации вин Бордо. На момент старта кампании оно находилось во второй. В 1973 году Филипп добился своего — последние виноделы из первой категории, кто уступил ему, были его кузены из Шато Лафит-Ротшильд. В 1979 году совместно с американским виноделом Робертом Мондави Ротшильд создал вино Opus One, которое стало одним из лучших вин в Америке.
В течение большей части жизни барон жил в шато, а зимы проводил в своей квартире в Париже.

### Спортивная карьера
Филипп был успешным автогонщиком. Он выступал под псевдонимом Джордж Филипп. В 1928 году был вторым на гран-при Бугатти в Ле- Мане. На первом гран при Монако Ротшильд пришел четвёртым. Побеждал в гран-при Бургундии, брал серебро Нюрнбергских соревнований и выступил с аналогичным результатом в Сан-Себастьяне. В 1929 также был вторым на гонке 24 часа Ле-Мана.
Кроме автогонок барон занимался парусным спортом и дважды побеждал на Кубке Франции. Принимал участие в соревнованиях по парусном спорту на Олимпийских играх 1928 года.

### Творчество
В двадцатые годы Филипп увлекся театром. За четыре года — с 1924 по 1928 он построил собственный и начал ставить там постановки вплоть до 1931 года. Также барон продюсировал кино. Самый известный из его фильмов вышел в 1934 — Озеро дам. Филипп де Ротшильд был автором нескольких книг, стихотворений и даже детской сказки. Барон также занимался переводом литературы с английского языка.

### Вторая мировая война
В 1940 Филипп бежал из поместья перед приходом немцев. Не обнаружив его в шато, они расстреляли его портрет. Поместье было арестовано. Позднее Ротшильд был арестован правительством Виши. 20 апреля 1941 его освободили, и барон присоединился к французским войскам в Британии. В 1944 участвовал в высадке в Нормандию. После окончания боевых действий пленные немцы восстанавливали его поместья и ухаживали за виноградниками.

## Семья
Отцом Филиппа был Генри Ротшильд (фр. Henri de Rothschild), от которого сын унаследовал баронский титул в 1947 году.
У Филиппа де Ротшильда было две жены — первая умерла в немецком концлагере, в который попала при попытке бежать из оккупированного Парижа. На второй он женился в 1954 году.
У Филиппа была дочь — баронесса Филиппина де Ротшильд (фр. Philippine de Rothschild), также известная как Флиппинна Паскаль. Она была замужем за известным французским актёром Жаком Сере (1928—2022) и также была успешной актрисой, а в восьмидесятые годы, когда барон плохо себя почувствовал, взяла на себя управление поместьем.
Сына барона звали Шарль Анри (фр. Charles Henri de Rothschild).

## В астрономии
В честь  филиппа де Ротшильда назван астероид (977) Филиппа, открытый 9 апреля 1922 года русско-французским астрономом Вениамином Жеховским в Алжирской обсерватории.